# 918 Itha
918 Itha
918 Itha là một tiểu hành tinh bay quanh Mặt Trời.